# 廖利約克山
13°06′22″S 72°17′23″W / 13.10611°S 72.28972°W
廖利約克山（Llaulliyoc），是秘魯的山峰，位於該國南部庫斯科大區，由奧科班巴區和奧揚泰坦博區負責管轄，屬於安地斯山脈的一部分，海拔高度4,400米。